# Сід: Помста повсталого
Сід: Помста повсталого (англ. Seed) — канадський фільм жахів 2007 року.

## Сюжет
Серійний маніяк Макс Сід був засуджений до смертної кари на електричному стільці. «Ми ще зустрінемося» — були останні слова Сіда. Коли його не вдалося вбити за допомогою струму, поліцейські зв'язали маніяка і поховали живцем. Всі думали, що страх вже позаду. Але він повернувся.

## У ролях
- Майкл Паре — детектив Метт Бішоп
- Вілл Сендерсон — Макс Сін
- Ральф Меллер — Арнольд Калгроув
- Джодель Ферланд — Емілі
- Теа Гілл — Сандра Бішоп
- Ендрю Джексон — доктор Паркер Віксон
- Бред Тернер — Томпсон
- Філіп Мітчелл — Сімпсон
- Майк Допуд — Флінн
- Джон Семпсон — Ворд
- Тайрон Лейтсо — Джеффрі
- Майкл Еклунд — кат
- Джон Хейнсворт — свідок
- Вінсент Волкер — ув'язнений 1
- Стюарт Вільям Біг Сліпс — ув'язнений 2
- Тамара МакКей — мати в автобусі
- Вільям Вероні — дитина в автобусі
- Сюзанн Рістіч — жінка
- Адріан Хьюз — охоронець 1
- Ед Андерс — охоронець 2
- Дуглас Чепман — охоронець 3
- Бретт Бойс — молодий Сін
- Дон С. Девіс — Девіс
- Роб Корт — поліцейський
- Мартіна Іттенбах — викрадена жінка